# Licania ovalifolia
Licania ovalifolia là một loài thực vật có hoa trong họ Cám. Loài này được Kleinh. mô tả khoa học đầu tiên năm 1933.